# Sammelklage
Eine Sammelklage, Massenklage oder Gruppenklage ist eine zivilrechtliche Klage, die nicht nur über die Ansprüche der Kläger entscheidet, sondern deren Rechtskraft sich auch auf jene Personen erstreckt, die in gleicher Weise wie die Kläger von dem streitgegenständlichen Sachverhalt betroffen sind – unabhängig davon, ob sie selbst geklagt haben.
Die Sammel- oder auch Gruppenklage ist in den USA verbreitet und heißt dort englisch class action (Federal Rules of Civil Procedure, Title 28 United States Code Appendix Rule 23). In der Schweiz gibt es sie in der Form nicht. Nicht zu verwechseln ist die Sammelklage mit der auch im deutschen Prozessrecht vorgesehenen bloßen sogenannten subjektiven Klagehäufung, bei der im selben Prozess mehrere Kläger oder mehrere Beklagte im eigenen Namen auftreten.

## class action
Das Besondere ist, dass bei einer class action Rechts- und Tatfragen, die für eine Vielzahl von Geschädigten von Bedeutung sein können, insgesamt und für alle einheitlich geklärt werden können. Der Einzelne ist also nicht mehr auf den (vollständigen) Nachweis einer Verletzung in eigenen subjektiven Rechten angewiesen, sondern muss nur nachweisen, dass er zu der betroffenen Gruppe (class) gehört.
Die Rechts- und Tatfragen werden bindend für alle Gruppenmitglieder geklärt, selbst wenn sie nicht am Prozess beteiligt waren. Im Extremfall müssen sie nicht einmal Kenntnis vom Prozess gehabt haben. Allerdings erlaubt das US-Recht den Austritt von Betroffenen aus der Gruppe für diesen Prozess, sodass die Ausgetretenen unabhängig vom Prozess vorgehen können (sogenanntes opting out). Häufig enden Sammelklagen mit einem Vergleich, da insbesondere in den USA das Risiko eines negativen Prozessausganges für die Betroffenen kaum vorhersagbar und finanziell gravierend ist.
Durch die gesamtwirtschaftliche Liberalisierung der 1980er und 1990er Jahre verlor das US-amerikanische Justizsystem den dem Beruf anhaftenden erhöhten moralischen Anspruch. Durch erfolgsabhängige Honorare stieg der Anreiz zu klagen gegenüber vernachlässigbarem Risiko ins Unermessliche – sechsstellige Stundenlöhne für Anwälte wurden in Einzelfällen Realität. Die Prozesskosten (Kläger, Verteidigung, Administration und Schadenersatz) bei Haftpflichtfällen stiegen in den 1990er Jahren auf zirka 250 Milliarden Dollar pro Jahr, was im Jahr 2004 ungefähr zwei Prozent sämtlicher im Verlauf eines einzigen Jahres in den Vereinigten Staaten produzierten Waren und Dienstleistungen entsprach.

## Beispiele
Beispiele für Sammelklagen sind u. a.: Die Klage der NS-Zwangsarbeiter, mehrere Klagen gegen Microsoft wegen der Verknüpfung von Microsoft Windows mit dem Internet Explorer, die Klage der US-Musikindustrie gegen Bertelsmann wegen der Urheberrechtsverletzungen durch Napster und die Klage der Opfer des Flugzeugabsturzes von Lockerbie gegen Libyen. Von großer Bedeutung sind daneben Wertpapier-Sammelklagen (securities class actions) von Anlegern gegen Beteiligungsunternehmen, ihre Führungskräfte und Berater wegen Verstößen gegen kapitalmarktrechtliche Vorschriften (siehe z. B. die Fälle Worldcom und Enron).

## Deutschland
In Deutschland gibt es seit Oktober 2023 die Möglichkeit, Abhilfeklagen von Verbänden einzureichen, die damit z. B. Ansprüche für mehrere Verbraucher durchsetzt, ohne dass einzeln geklagt werden muss.

### Streitgenossenschaft
Gemeinsame Prozessführung gibt es in Deutschland daher nur bei der so genannten Streitgenossenschaft, wenn die Kläger hinsichtlich des Streitgegenstandes in Rechtsgemeinschaft stehen oder aus demselben tatsächlichen oder rechtlichen Grund berechtigt sind. Dies sind sie im typischen Fall der class action nicht, da jeder wegen der ihm individuell zugefügten Schäden berechtigt ist, also nicht aus demselben Grund.
Eine andere Möglichkeit ist die Prozessverbindung nach § 147 ZPO. Dabei kann der Richter mehrere getrennte Prozesse zur gemeinsamen Verhandlung und Entscheidung verbinden, wenn es in allen Prozessen um dieselben Rechts- und Tatfragen geht.

### Spruchverfahren
Eine echte Erstreckung der Rechtskraft einer gerichtlichen Entscheidung über die am Verfahren Beteiligten hinaus bietet das gesellschaftsrechtliche Spruchverfahren. Dieses Verfahren findet bei der Überprüfung von Ausgleichszahlungen bei aktienrechtlichen Strukturmaßnahmen Anwendung. Die gerichtliche Entscheidung über die Zurückweisung oder über die Festsetzung eines angemessenen Ausgleichs wirkt gem. § 13 S. 2 SpruchG für und gegen alle, einschließlich derjenigen Anteilsinhaber, die bereits gegen die ursprünglich angebotene Barabfindung oder sonstige Abfindung aus dem betroffenen Rechtsträger ausgeschieden sind.

### Kapitalanleger-Musterverfahren
Mit dem Kapitalanleger-Musterverfahrensgesetz ist der Versuch unternommen, bei Streitigkeiten beschränkt auf den Bereich des Kapitalanlagemarktes bei vielen potentiell Geschädigten Musterklagen durchführen zu können. Im Gegensatz zu den US-amerikanischen Sammelklagen muss jeder Betroffene in eigenem Namen Klage erheben, um am Musterverfahren teilnehmen zu können.

### Abhilfeklage
Am 13. Oktober 2023 trat in Deutschland das  VDuG in Kraft. Die mit diesem Gesetz eingeführte Abhilfeklage ermöglicht es Verbraucherschutzverbänden, zugunsten von Verbrauchern Sammelklagen zu erheben und so dafür zu sorgen, dass Verbraucher im Erfolgsfall direkt eine Leistung (z. B. eine Zahlung) erhalten, ohne dass sie selbst noch einmal klagen müssen.

### Musterfeststellungsklage
Am 12. Juli 2018 wurde das Gesetz zur Einführung einer zivilprozessualen Musterfeststellungsklage erlassen (BGBl. I S. 1151). Mit der Musterfeststellungsklage können Ansprüche einer Vielzahl gleichartig geschädigter Verbraucher effizient geltend gemacht werden. Die Gesetzesänderungen traten überwiegend am 1. November 2018 in Kraft. Seit dem 13. Oktober 2023 findet sich die Musterfeststellungsklage weitgehend unverändert im VDuG.
 Klageberechtigte Verbraucherschutzverbände haben die Möglichkeit, zugunsten von betroffenen Verbrauchern das Vorliegen oder Nichtvorliegen von tatsächlichen und rechtlichen Voraussetzungen für das Bestehen oder Nichtbestehen von Ansprüchen oder Rechtsverhältnissen feststellen zu lassen. Die Musterfeststellungsklage wird dabei ausschließlich zwischen dem klagenden Verbraucherschutzverband und der beklagten Partei geführt. Damit stellt sie einen Fremdkörper in der Privatautonomie dar, wo Anspruchsinhaber sonst in der Verfahrensführung nicht von ihren Ansprüchen getrennt werden. Die betroffenen Verbraucher können sich zu einem Verbandsklageregister anmelden und erreichen so die Hemmung der Verjährung ihrer etwaigen Ansprüche. Die Ergebnisse des Musterfeststellungsurteils haben Bindungswirkung für nachfolgende eigene Klagen der Verbraucher.

### US-Sammelklagen mit Deutschland-Bezug
Sammelklagen können jedoch von Deutschen für Ereignisse in Deutschland in den USA erhoben werden, wenn der Sachverhalt Bezug zu den USA aufweist. So z. B. im Fall des Bahnunglücks bei Eschede. Der Prozess wurde zugelassen, weil mehrere Geschädigte aus den USA kamen und die Bahnkarten in den USA gekauft hatten. Im Fall einer Sammelklage der Überlebenden des Hereroaufstandes in Namibia wurde hingegen der Bezug zu den USA abgelehnt; das Gericht hat die Klage nicht zugestellt.
Mit Sammelklagen kann die deutsche Justiz insofern befasst werden, als es darum geht, ob eine in den USA erhobene Klage gegen eine in Deutschland ansässige Partei im Wege der zwischenstaatlichen Rechtshilfe nach dem Haager Übereinkommen über die Zustellung gerichtlicher und außergerichtlicher Schriftstücke im Ausland in Zivil- oder Handelssachen (HZÜ) zugestellt wird. Nach Art 13 Abs. 1 HZÜ kann ein Zustellungsersuchen abgelehnt werden, wenn der ersuchte Staat die Zustellung für geeignet hält, seine Hoheitsrechte oder seine Sicherheit zu gefährden. Wird die Zustellung durch die zuständige Justizbehörde angeordnet, kann gegen diesen Justizverwaltungsakt der Rechtsweg nach § 23 EGGVG beschritten werden. Mit der Frage, ob eine Sammelklage, insbesondere wenn sie mit einem, dem deutschen Recht fremden Strafschadensersatz (punitive or exemplary damages) verbunden ist, in Deutschland zugestellt werden darf, hat sich das Bundesverfassungsgericht in einem Beschluss vom 25. Juli 2003 - 2 BvR 1198/03 – befasst. Dabei wurde die Zustellung im Wege einer einstweiligen Anordnung bis zur Entscheidung über die Verfassungsbeschwerde im Hauptsacheverfahren untersagt. Zu einer Entscheidung in der Hauptsache kam es nicht mehr, da die Verfassungsbeschwerde zurückgenommen wurde (vgl. BVerfG 2 BvR 1198/03 – Beschluss vom 9. November 2005).

## Österreich
Die „Sammelklage österreichischer Prägung“ hat sich auf Grundlage von § 227 öZPO entwickelt. Darunter versteht man die gemeinsame Durchsetzung von individuellen Ansprüchen mehrerer Geschädigter gegen denselben Anspruchsgegner durch einen Verband, die dieser sich zuvor zum Inkasso hat abtreten lassen. Ein etwaiger Prozesserlös fließt den Zedenten zu. Prozessual gesehen macht der „Sammelkläger“ die Ansprüche im Wege einer objektiven Klagenhäufung mit einer einzigen Klage geltend.
Dieser Kläger führt das Verfahren als „Zwei Parteien“-Verfahren und verteilt im Erfolgsfall die erlangte Summe an die Betroffenen. Solche Klagen werden üblicherweise von einem Prozesskostenfinanzierer begleitet, welcher die Prozesskosten gegen ein Erfolgshonorar finanziert. Die Betroffenen müssen daher ihre Ansprüche aktiv durch Zession einbringen (Opt-in) und erhalten meist nur einen Betrag, der um die Erfolgsquote des Prozesskostenfinanzierers geschmälert wird – ersparen sich jedoch den eigenen Aufwand der Klagsführung und haben meist kein finanzielles Risiko.

## Schweiz
Wie in Deutschland und Österreich ist in der Schweiz eine echte Sammelklage analog der US-amerikanischen class action nicht vorgesehen. Gleiche oder ähnliche Mittel der kollektiven Rechtsdurchsetzung wie die genannten Länder kennt jedoch auch das schweizerische Zivilprozessrecht: Insbesondere steht ein Vorgehen wie bei der „Sammelklage österreichischer Prägung“ offen, d. h. die Zession der Ansprüche verschiedener Klageberechtigter an eine einzige (i. d. R. juristische) Person, die die Ansprüche dann gemeinsam mittels objektiver Klagenhäufung (Art. 90 chZPO) geltend macht. In der Schweiz setzt sich insbesondere die Stiftung für Konsumentenschutz (SKS) für die Einführung einer Sammelklage ein, war aber bisher vor dem Bundesgericht erfolglos.

## Bewertung

### Angeführte Vorteile
- Erleichterung der Beweislast: bei komplizierter Beweisführung (ob z. B. ein Akku nicht die geforderte Anzahl an Ladezyklen erreicht) liefert bereits die Klage selbst eine statistische Grundlage für die Abschätzung. Bei einer Einzelklage müsste dies erst durch aufwändige Gutachten geklärt werden. Dadurch kann auch das Verfahren beschleunigt werden.
- Geringer Streitwert: Wegen des erwähnten Akkus (Streitwert unter 100 €) ist es für einen Einzelkläger meist zu riskant, sein Recht einzufordern; ein Anwalt würde im Verlustfall ein Mehrfaches fordern.
- Geringere Bürokratielast: Anstatt vieler Prozesse wird nur ein Prozess geführt.

### Entgegengehaltene Nachteile
- Das Recht des Einzelnen Klägers wird stark eingeschränkt; er verzichtet mit der Teilnahme an der Sammelklage quasi auf sein Recht auf rechtliches Gehör vor Gericht.
- Hohe Gesamtforderungen erzeugen fast automatisch ein starkes Medienecho und damit starken Druck gegenüber Beklagten, sich mit der class zu vergleichen (class action settlement). Insbesondere darin sieht das Bundesverfassungsgericht einen möglichen Verstoß gegen den ordre public im Sinne des Art. 13 HZÜ. Dass ansonsten Schadensersatzklagen (auch mit Strafschadensersatzforderungen) zugestellt werden können und offensichtlich keinen Verstoß gegen deutsche Grundrechte (und insbesondere den ordre public) darstellen, hat das Bundesverfassungsgericht am 24. Januar 2007, 2 BvR 1133/04  festgehalten.
- Anwälte können bei Sammelklagen (mit u. U. mehreren tausend Geschädigten) von diesen die gleichen Honorarsätze fordern wie bei Einzelklagen. Sie müssen jedoch nur einen einzelnen Prozess führen; die zusätzlichen Mandanten verursachen lediglich administrative Kosten; dies führt zu – vom moralischen Standpunkt – unangemessenen Gesamthonoraren.
- Dies verleitet Anwälte, durch Werbemaßnahmen möglichst viele Mandanten zum Rechtsstreit anzustiften (auch wenn diese sich ursprünglich u. U. gar nicht als Geschädigte betrachten); dies verstößt gegen Standesregeln.
- Ein Anwalt muss jeden einzelnen Mandanten immer mit vollem Einsatz vertreten; dies verlangen die Standesregeln. Bei großen Sammelklagen jedoch ist dies nicht möglich; das einzelne Opfer wird zur Nummer.
- Wenn die Entschädigung durch die wirtschaftliche Potenz des Beklagten begrenzt wird (ein bankrottes Unternehmen kann nichts mehr bezahlen), müssen die Anwälte das verfügbare Geld – nach Abzug ihres Honorars – irgendwie (und schlimmstenfalls willkürlich) auf die Opfer verteilen; diese haben niemanden, der ihre individuellen Ansprüche optimal vertritt.
- Werden Mandanten vor Gericht nicht optimal vertreten, können sie ggf. ihren Anwalt anschließend selbst verklagen. Bei großen Sammelklagen (bis zu hunderten Millionen Euro) ist der klagende Anwalt oft nicht einmal ansatzweise in der Lage, solchen Forderungen nachzukommen.